# روزايد (أنغلزي)
روزايد (بالإنجليزية: Rhosydd)‏ هي منطقة سكنية تقع في ويلز في أنغلزي.